# جوردن إيفانز (لاعب كرة قدم)
جوردن إيفانز (بالإنجليزية: Jordan Evans)‏ (23 سبتمبر 1995 في المملكة المتحدة - ) هو لاعب كرة قدم بريطاني في مركز الدفاع. شارك مع منتخب ويلز تحت 21 سنة لكرة القدم. أما مع النوادي، فقد لعب مع أكسفورد يونايتد ونادي فولهام.

## وصلات خارجية
- جوردن إيفانز على موقع قاعدة بيانات كرة القدم.إي يو (الإنجليزية)
- جوردن إيفانز على موقع Soccerbase.com (لاعب) (الإنجليزية)
- جوردن إيفانز على موقع Soccerway.com (الإنجليزية)